# Југославија на избору за Песму Евровизије 1976.
Југославија је учествовала на Песми Евровизије у Хагу, Холандија, након чега је уследила пауза у учешћу на овом такмичењу.

## Југовизија 1976.
1976. година донела је промену формата југословенске песме Евровизије. Наиме, уместо претходна два, одржано је само једно полуфинале , а потом и финално вече. Обе фестивалске вечери поново је угостила Кристална дворана хотела Кварнер у Опатији. Такмичење је одржано 20. и 21. фебруара , а домаћин је, као и прошле године, био Оливер Млакар.
У полуфиналној вечери Југовизије 1976. године учествовао је 21 такмичар , од којих је 16 добило улазницу за финале. Стручни жири је донео одлуку о томе којих ће 16 извођача и песама ићи на финално вече, као и одлуку о  представнику Југославије на Песми Евровизије. На крају финалне вечери постало је јасно да је побиједила сарајевска група Амбасадори са пјесмом Не могу скрити своју бол.
Учесници:
1. Бисера Велетанлић - Бај, бај, бај
2. Мишо Ковач - Ја сам човек
3. Лео Мартин и гудачи - Лаку ноћ драги, лаку ноћ драга
4. Цветанка Ласкова и Јанко Узунов - Момчето со мандолина
5. Мирјана Тасевска - Не сум сам
6. Елена Велинова - Љубавта е љубов
7. Дубровачки трубадури - Зелени се рузмарин
 8. Далибор Брун - Не питај ме зашто су ноћи понекад дуге
9. Оливер Драгојевић - Пјевај са нама
10. Неда Украден - Ех, да ми је наћи
11. Горан Герин - Била је хладна ноћ
12. Амбасадори - Не могу скрити своју бол
13. Ото Пестнер - Сепет полетних трав ('Корпа летњих трава')
14. Мајда Сепе - Гледам те
15.Пепел ин кри - Моја срећна звезда
16. Газменд Паласка - Диели и кукремт ('Црвено сунце')
17. Јордан Николић - Твоје руке су миран сан
18. Иштван Куки Борош - Нисмо више исти
19. Сунце - Стаза живота
20. Ентузијасти - Которским улицама
21. Ревис - Брђанка

## Евровизија
У Хагу је Југославија била 18. и последња. Међутим, ово је био неспоразум, јер се после провере испоставило да четири бода Француске намењена Југославији нису уврштена. Резултат је остао промењен, тако да је Југославија постала претпоследња, док је Норвешка спуштена на последње место.
Због лоших резултата на Песми Евровизије, Југославија је одустала од такмичења, па тако ни Југовизија није опстала. Прво следеће издање овог такмичења одржано је 1981. године.